# 제일로 (인천)
제일로(jeil-ro)는 인천광역시 미추홀구 도화동에 있는 인천광역시도로, 총 연장은 522m이다. 이름이 유래된 것은 도화동에 위치한 제일시장을 통과하는 도로로 명명되었다.

## 역사
- 2009년 9월 17일 : 도로명으로 제일로를 고시

## 주요 경유지
- 미추홀구
  - 도화1동

## 접촉하는 도로
- 경인남길
- 한나루로
- 경인로

## 주요 건물 및 시설
- 로얄빌라 (제일로 8/도화동 472-5)
- 디아나 (제일로 10/도화동 469-2)
- 우리은행 (제일로 22/도화동 461-1)
- 이지빌리지 (제일로 24/도화동 474-4)
- 대원빌딩 (제일로 26/도화동 458-12)
- 삼라마이다스 (제일로 31/도화동 434-2)
- 주안우체국 (제일로 32/도화동 458-8)
- 윤메디칼빌딩 (제일로 34/도화동 458-6)
- 연주프라임 (제일로 43/도화동 442-4)
- 원일아파트 (제일로 46-1/도화동 444-18)
- 한국씨티은행 (제일로 50/도화동 444-10)